# ماريو غوري
ماريو غوري (بالإسبانية: Mario Gori)‏ هو لاعب كرة قدم أرجنتيني في مركز الوسط، ولد في 1 يونيو 1973 في روساريو في الأرجنتين. لعب مع بيتسبورغ ريفرهوندز ودي.سي. يونايتد وروزاريو سنترال وريتشموند كيكرز وكولومبوس كرو وميامي فيوشن ونيو إنغلاند ريفولوشن.

## وصلات خارجية
- ماريو غوري على موقع الدوري الأمريكي (الإنجليزية)
- ماريو غوري على موقع قاعدة بيانات كرة القدم.إي يو (الإنجليزية)